# アテネ・トラム
この項目では、ギリシャの首都・アテネで運行している路面電車（ライトレール）（ギリシア語: Τραμ Αθήνας）について解説する。夏季オリンピックの開催に合わせた公共交通機関整備の一環として2004年から営業運転を開始し、2023年現在はアテネ地下鉄と共に都市軌道交通会社、通称「STASY（ΣΤΑΣΥ）」による運営が行われている。

## 歴史
ギリシャの首都・アテネには1882年に開通した馬車鉄道や1887年に営業運転を開始した蒸気鉄道の路線を電化した路面電車（アテネ市電）が存在した。だが、第二次世界大戦後の1950年代から路線網は順次廃止されていき、1960年10月6日をもって全区間の営業運転が終了した。また、それ以外にもアテネ近郊の都市・ピレウスには路面電車規格の電化鉄道であったピレウス-ペラマ軽便鉄道が存在したが、こちらも1977年4月に廃止された。

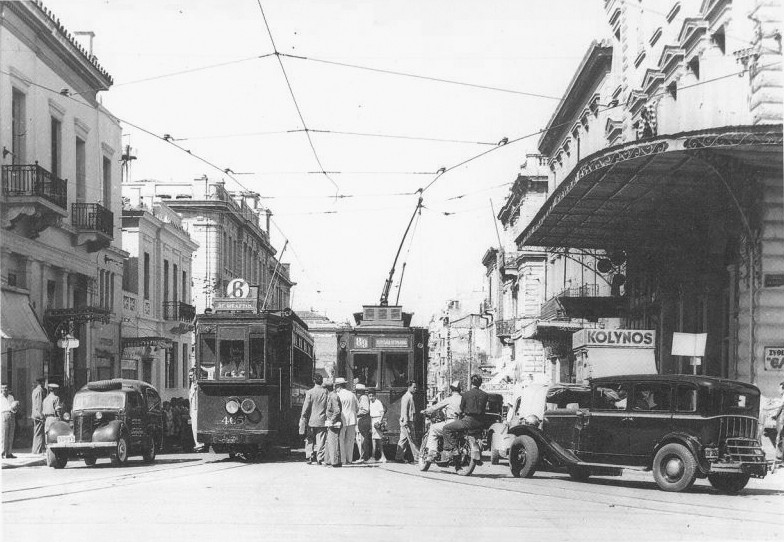
1950年代初頭のアテネ市電（旧型電車）
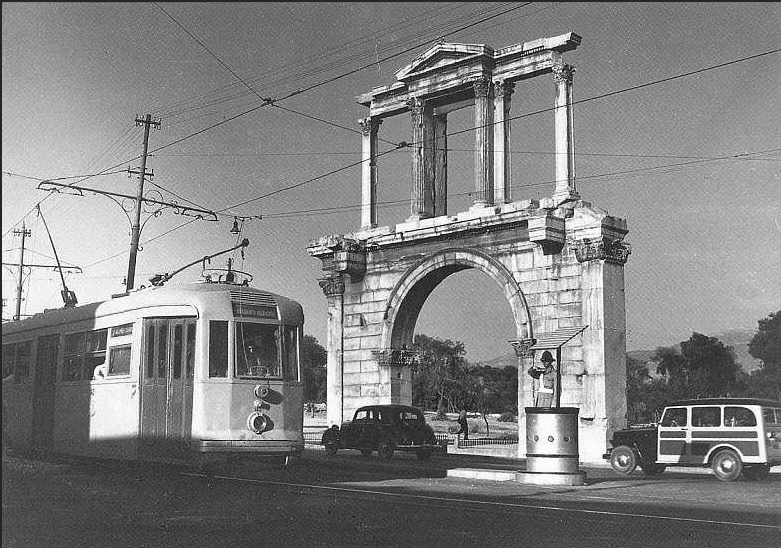
1950年代初頭のアテネ市電（新型電車）
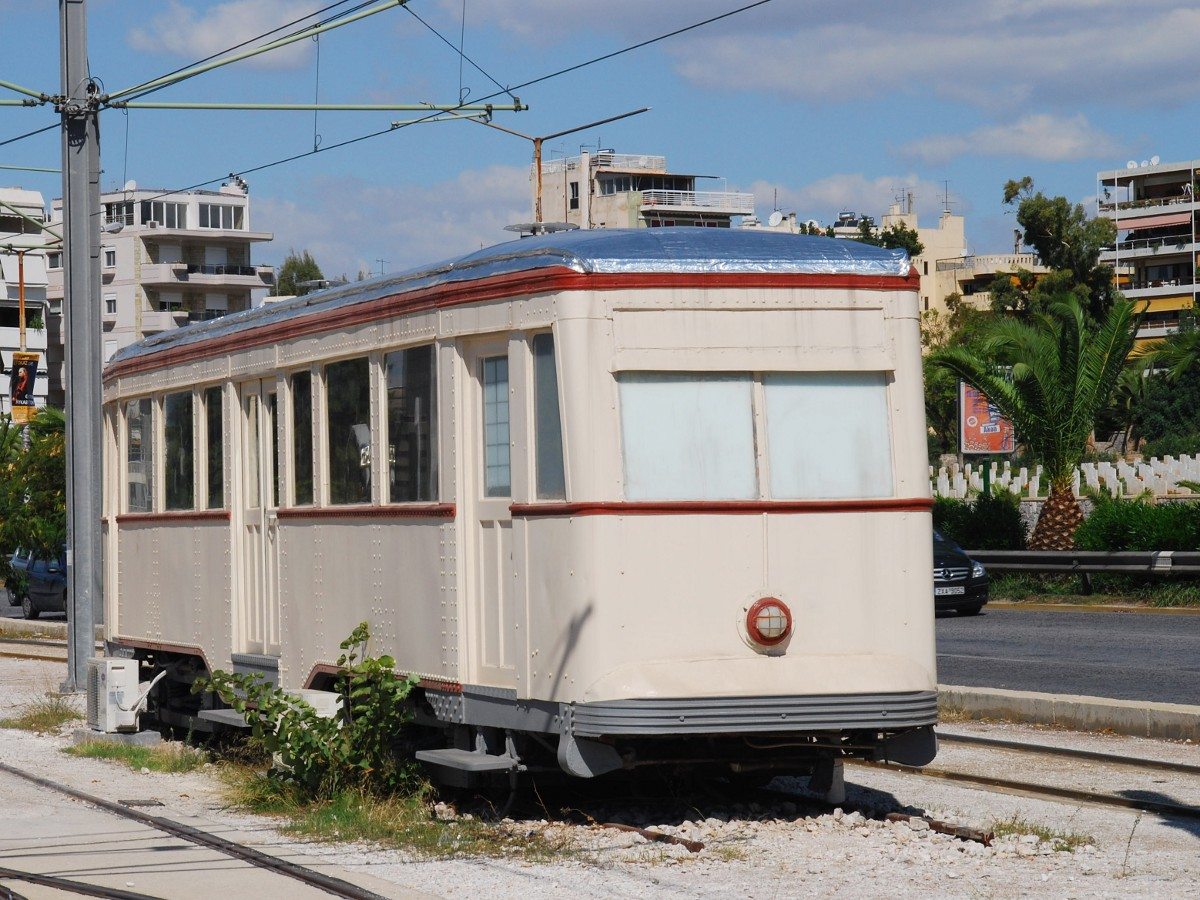
保存されているピレウス-ペラマ軽便鉄道の電車（2009年撮影）

その後、路面電車に代わる交通機関としてアテネを始めとしたアテネ都市圏では路線バスやタクシーを始めとする自動車やトロリーバスが使用されていたが、20世紀末になると自動車の増加による大気汚染や道路の渋滞が大きな課題として挙げられるようになった。そんな中、1997年にアテネが夏季オリンピック（2004年アテネオリンピック）の開催地に認定された事を契機に交通機関の大規模な整備が決定し、その一環としてアテネ市内の新たな路面電車（ライトレール）の建設が決定した。
建設は2002年から開始され、ギリシャとイタリアの複数の企業によって設立されたコンソーシアムによって実施された。最新の国際規格やバリアフリーなどの仕様に基づいた設計・建設が進められ、交差点には定時性の確保を目的に路面電車の優先信号の設置が行われた。そしてオリンピックの開始年である2004年7月19日、最初の路線が営業運転を開始した。
2007年には南部の区間の延伸が実施されたが、速度の遅さに加えて地下鉄や郊外鉄道（プロアスティアコス）など他の軌道交通との接続の悪さが要因となり、利用客は伸び悩んでいた。それを解消するため、アテネと隣接するピレウスへ向かう路線の延伸が検討されるようになった。2013年から工事が始まったが、財政難や工事現場での遺跡の発見・調査、沿線の火災、住民からの反対運動などでスケジュールに大幅な遅延が生じ、試運転開始は2019年となり、2021年12月15日に営業運転を開始した。ただしこれは暫定的なものであり、予定されていた終点であるアクティ・ポセイドノス（Ακτής Ποσειδώνος）の完成は同年時点で未定となっている。
運営組織については、開業に向けて2001年にギリシャ政府が所有していた国営企業のアッティカ・メトロ（Attiko Metro S.A.）の子会社としてトラム社（Tram S.A.）が設立されたが、2011年に地下鉄の一部区間（1号線）を運営していたアテネ-ピレウス電気鉄道（ISAP）と共にアッティカ・メトロに吸収され、同年6月に都市軌道交通会社、通称「STASY（ΣΤΑΣΥ）」への改名が行われている。

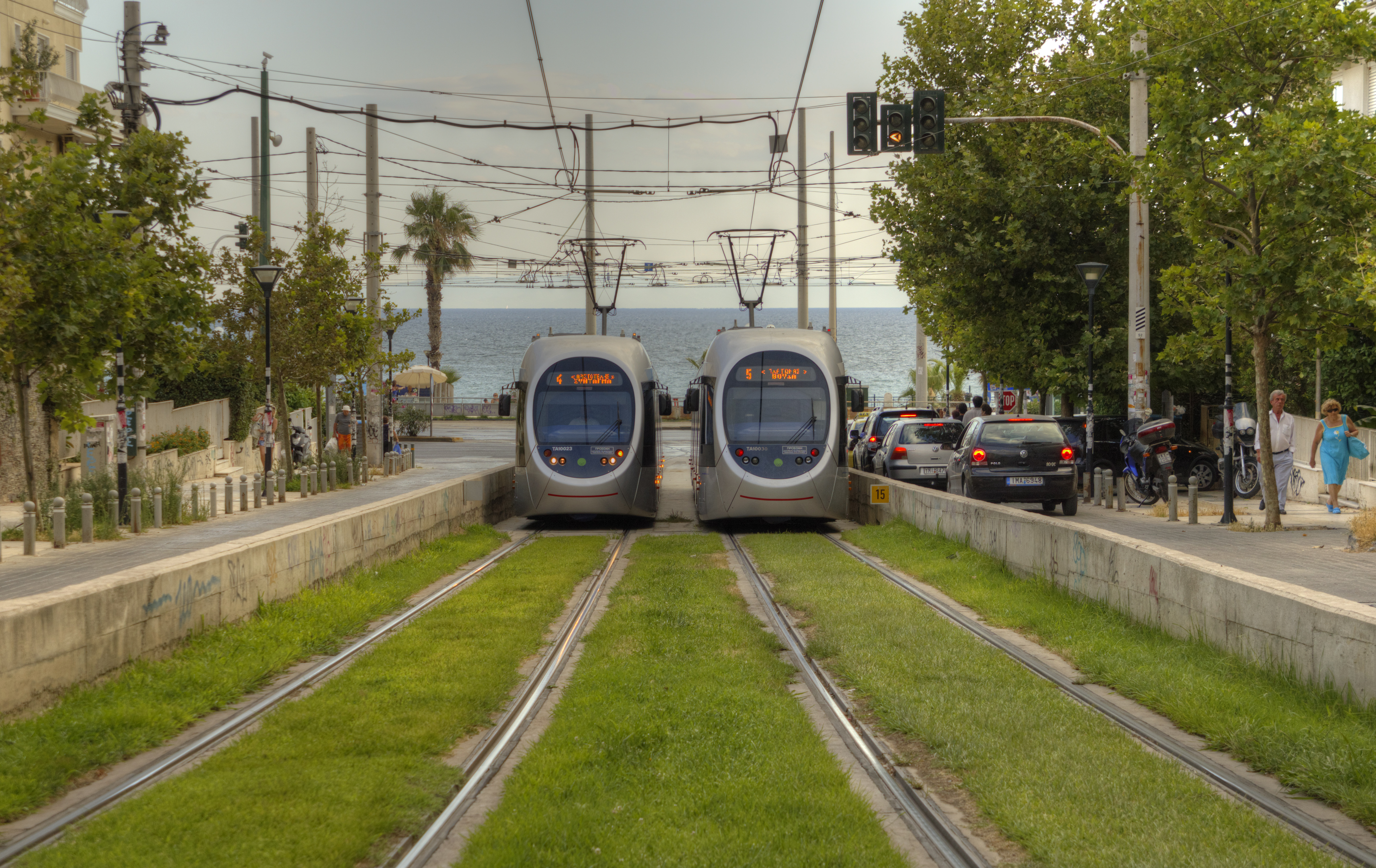
アテネ・トラムの緑化軌道（2013年撮影）
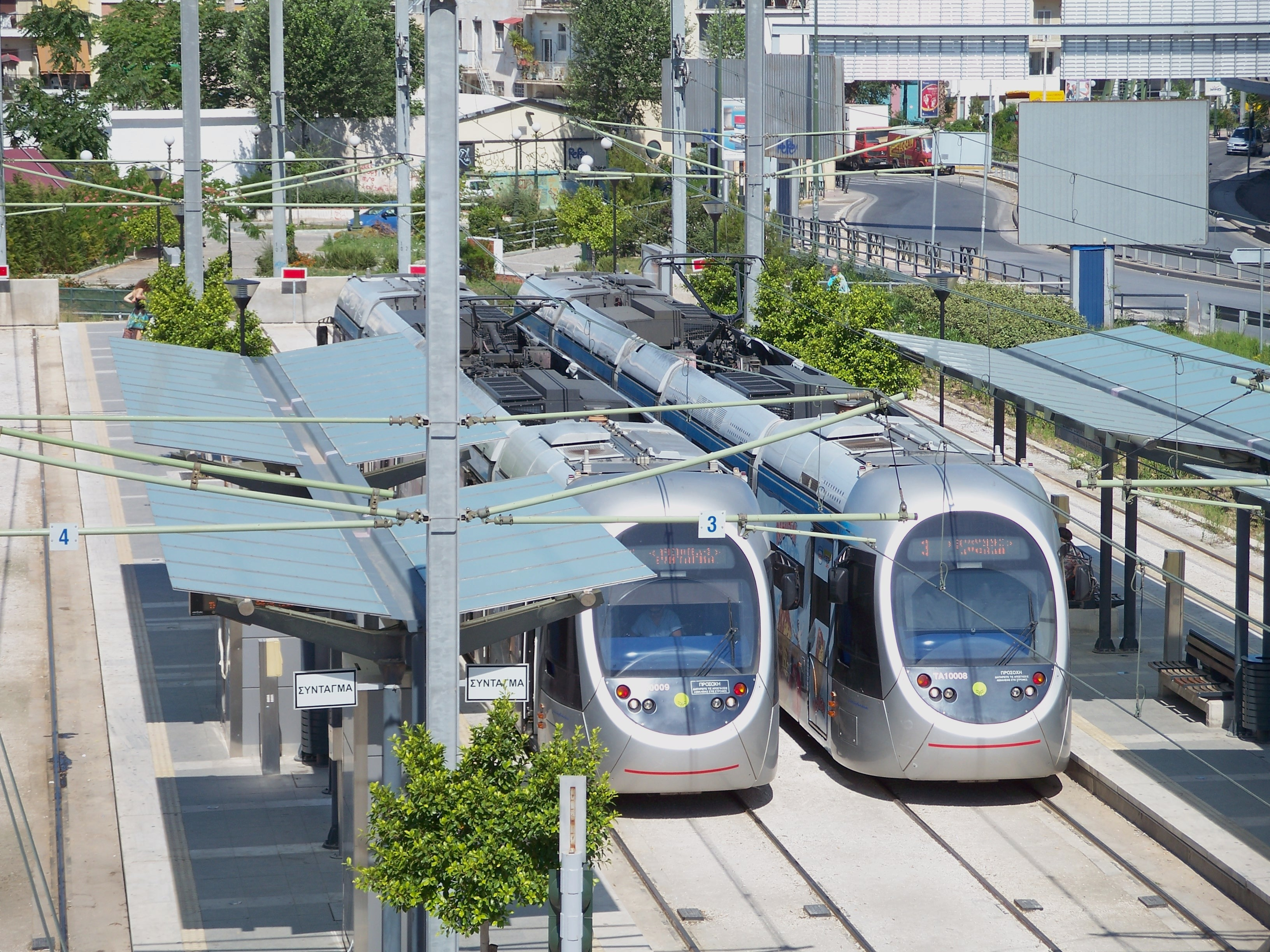
地下鉄との接続電停である平和友好スタジアム（Στάδιο Ειρήνης & Φιλίας、SEF）電停（2007年撮影）

## 路線
2021年の延伸に伴うダイヤ改正によって経路が再編されて以降、アテネのライトレールは以下の2つの系統によって運用が行われている。ほとんどの区間は複線だが、2021年に開通したピレウス市内の区間は単線で、「8」の字を書くような経路を辿る。路線の大部分が緑化軌道になっているのも特徴の1つである。

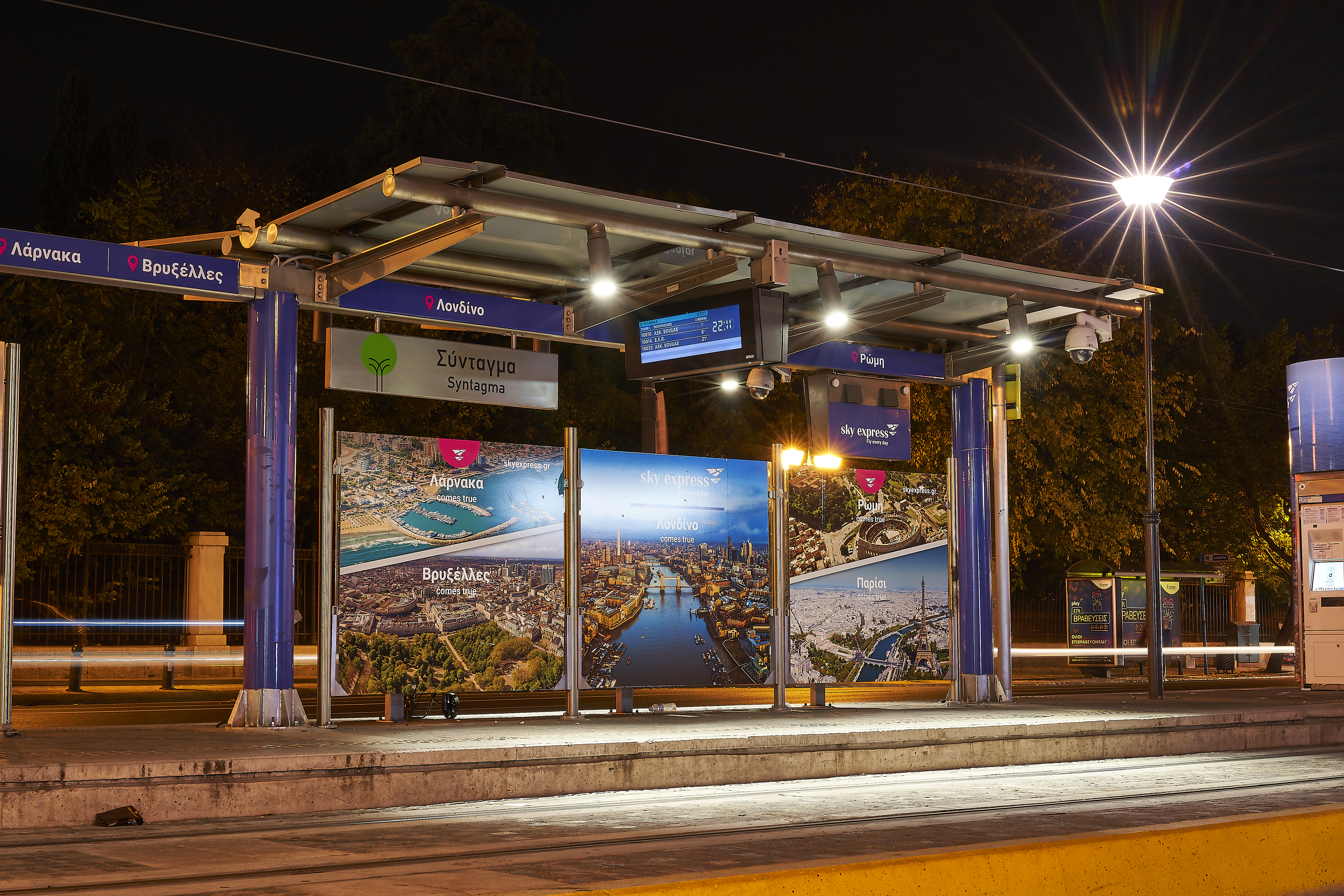
Σύνταγμα（Syntagma）電停（2021年撮影）
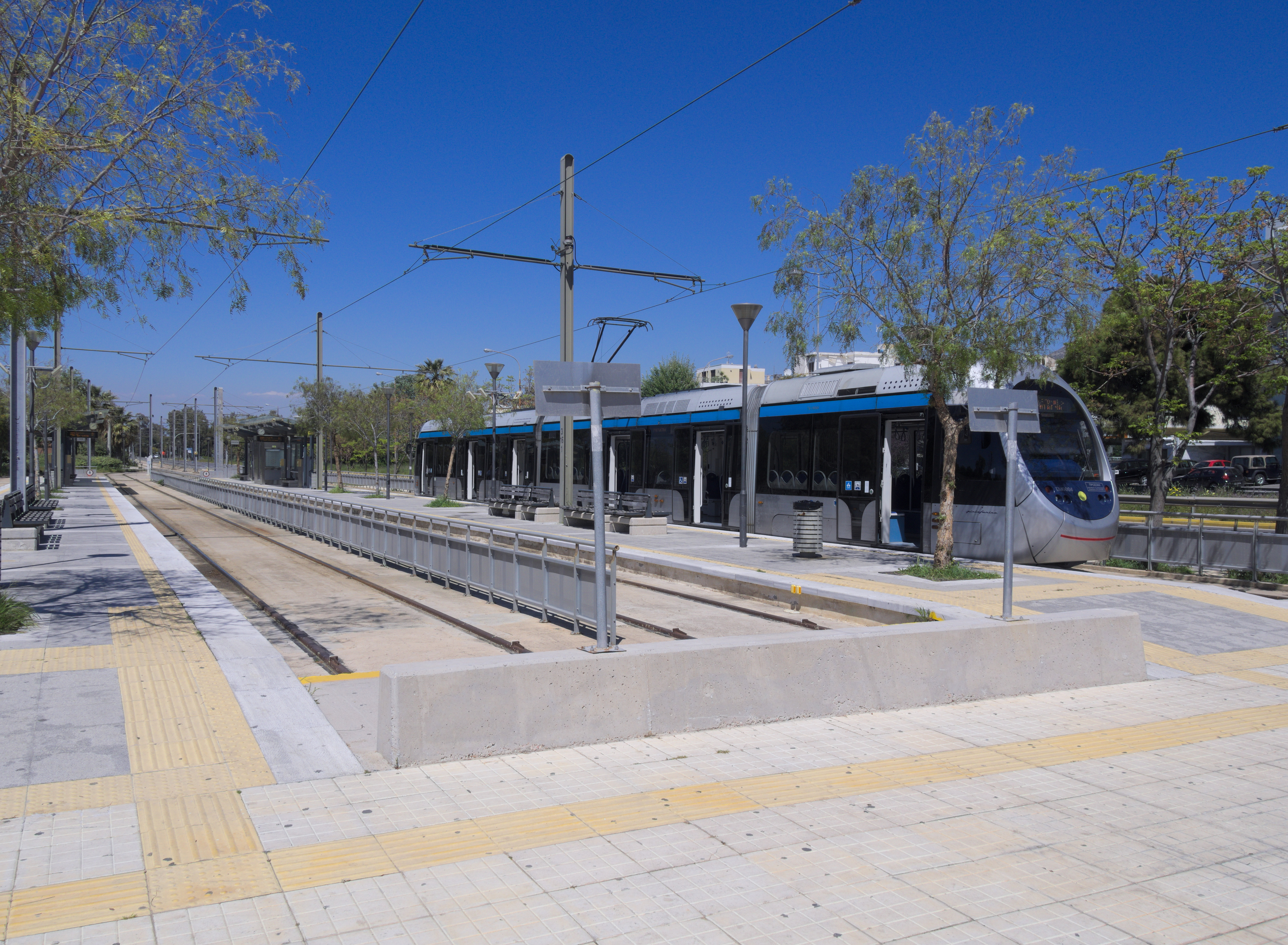
Ασκληπιείο Βούλας（Asklepieio Voulas）電停（2015年撮影）

| 系統番号 | 起点                                  | 終点                                  | 所要時間 | 解説 |
| -------- | ------------------------------------- | ------------------------------------- | -------- | ---- |
| T6       | Σύνταγμα (Syntagma)                   | Πικροδάφνη (Pikrodafni)               | 33分     |      |
| T6       | Πικροδάφνη (Pikrodafni)               | Σύνταγμα (Syntagma)                   | 35分     |      |
| T7       | Αγία Τριάδα (Aghia Triada)            | Ασκληπιείο Βούλας (Asklepieio Voulas) | 51分     |      |
| T7       | Ασκληπιείο Βούλας (Asklepieio Voulas) | Αγία Τριάδα (Aghia Triada)            | 57分     |      |

## 車両
2023年現在、アテネのライトレールでは以下の2種類の車両が営業運転に用いられている。

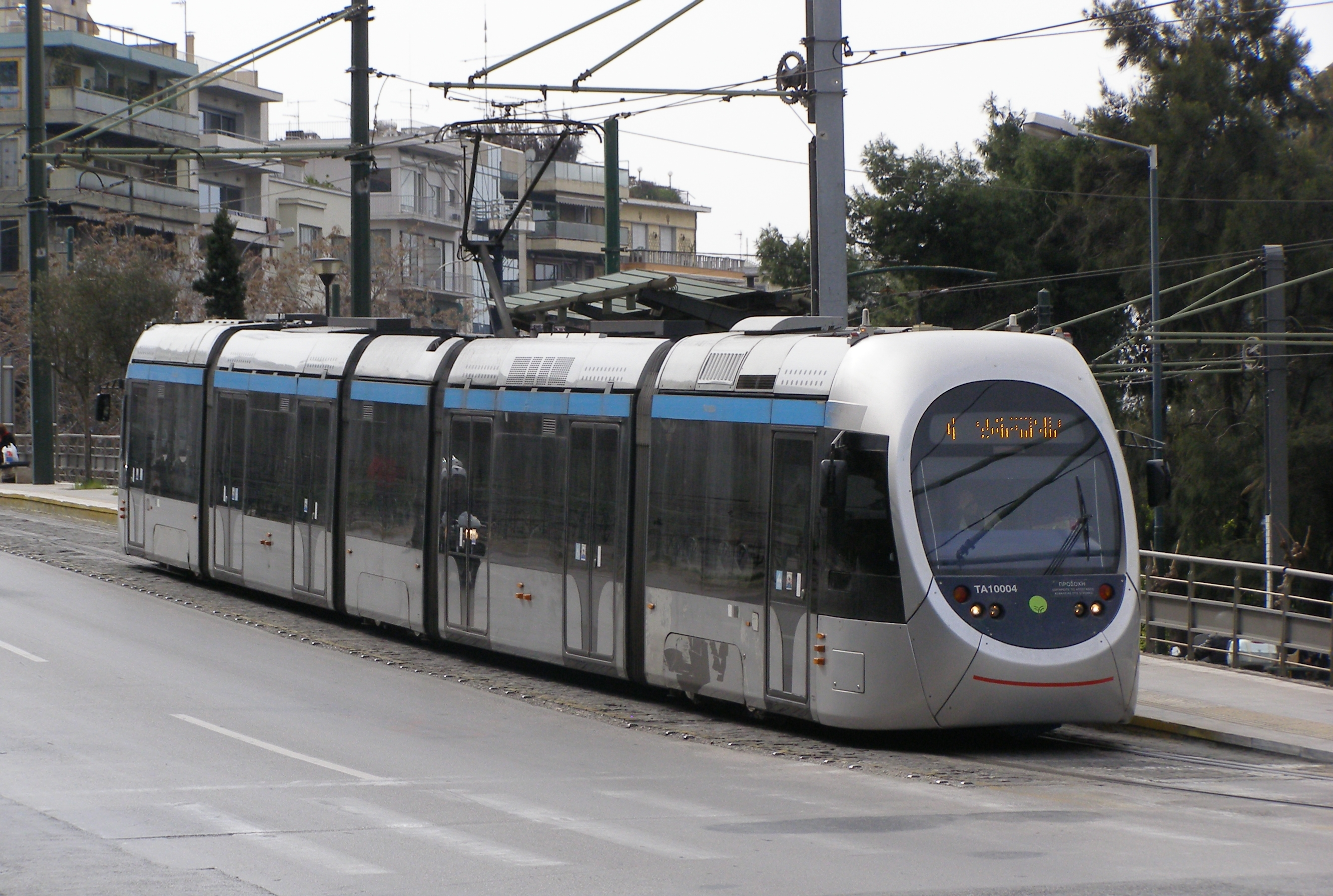
シリオ（2013年撮影）

- シリオ - 2004年の開通に合わせて導入された、アンサルドブレーダ（現：日立レール）製の超低床電車。両運転台式の5車体連接車で、全長は31.9 m、全幅2.4 m、定員数は269人である。合計35両が使用されている[1][2]。

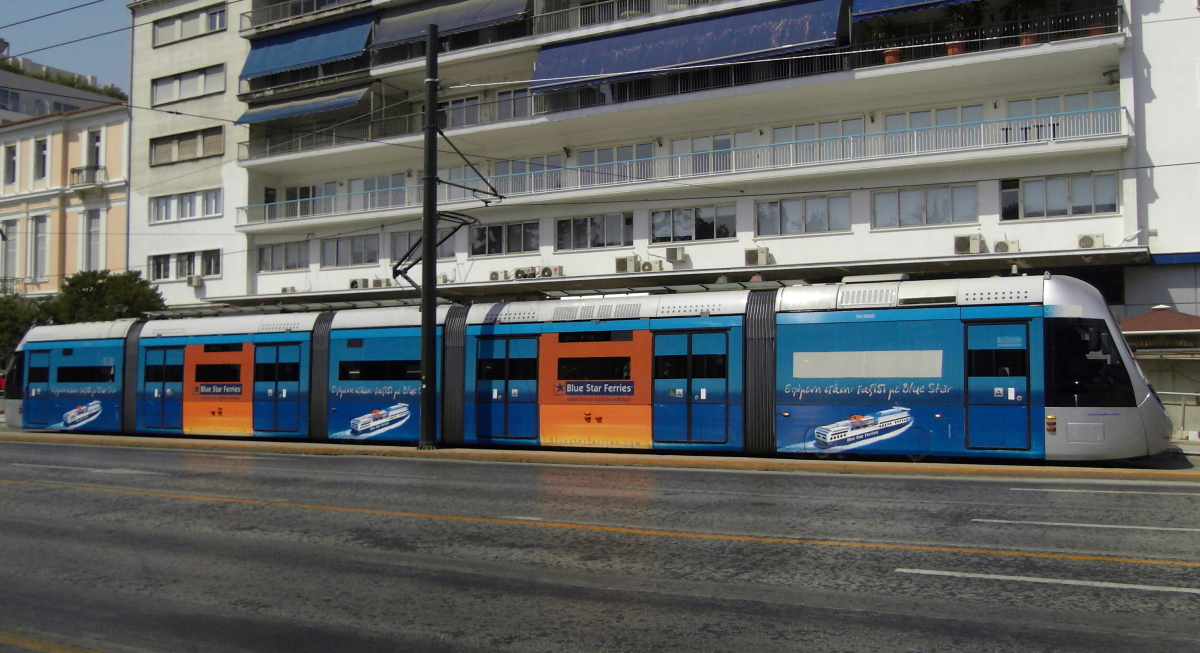
広告塗装（2008年撮影）

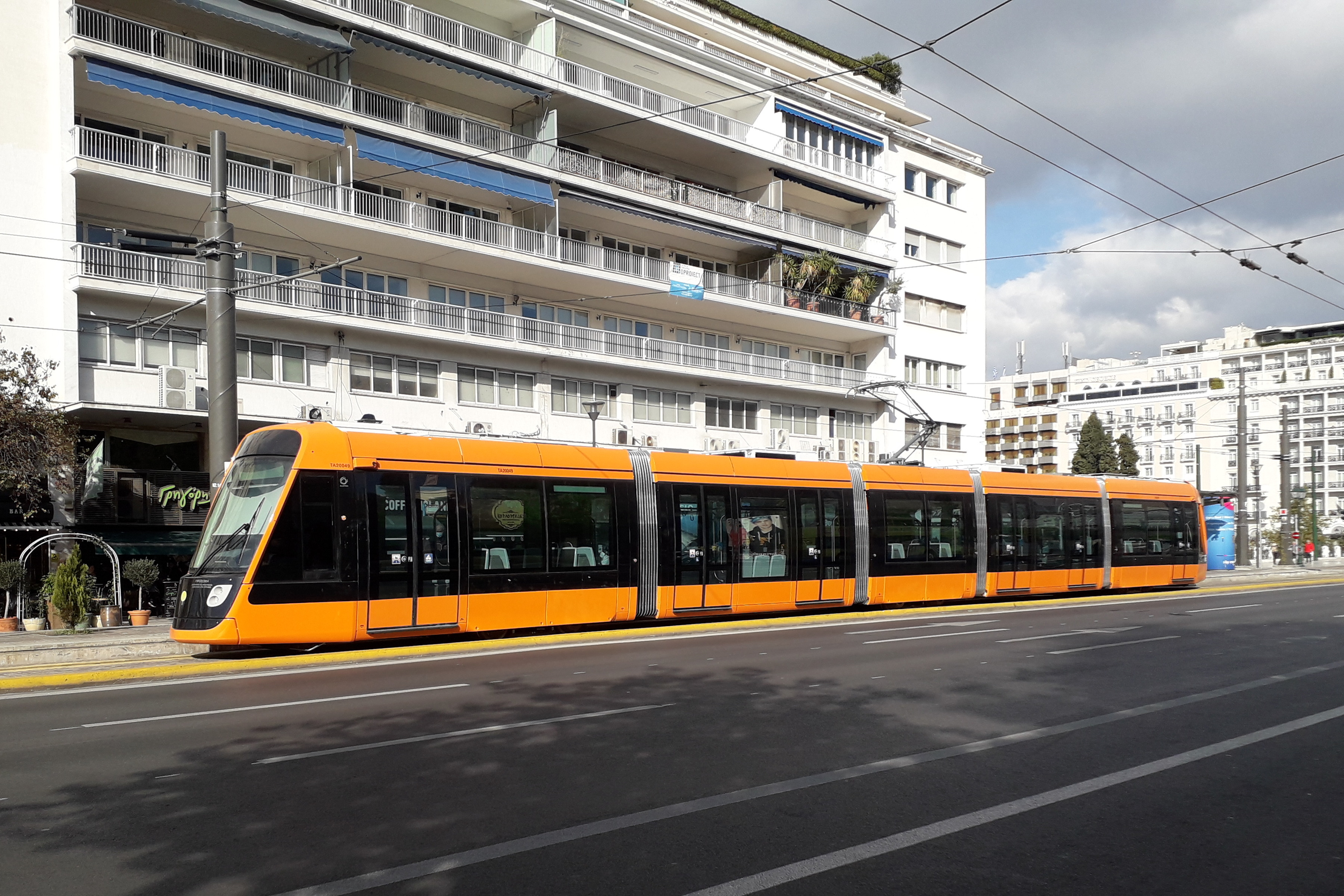
シタディスX05（2021年撮影）

- シタディスX05 - 路線延伸に伴う輸送力増強を目的に、2018年にアルストムへ発注が行われた5車体連接車。「X05」は同社が展開する「シタディス」ブランドのうち2020年時点での最新鋭車両で、大型ガラスやLED照明の導入、座席の大型化、車内の情報表示システムの改良など、快適性を向上させている他、エネルギー消費量の削減、全体の97 %がリサイクル可能な構造など環境への配慮も施されている。全長33.42 m、全幅2.40 m、総定員は294人で2020年から2021年にかけて合計25両が導入され、同年12月から営業運転に用いられている[8][9]。